# Martin Lücke
Martin Lücke (* 29. Juni 1975 in Marl, Westfalen) ist ein deutscher Geschichtsdidaktiker und Historiker. Er ist Universitätsprofessor für Didaktik der Geschichte am Friedrich-Meinecke-Institut der Freien Universität Berlin.

## Leben und akademische Tätigkeiten
Als Sohn einer Fachverkäuferin und eines Bergmanns studierte Lücke von 1994 bis 2002 Volkswirtschaftslehre, Deutsch und Geschichte an der Universität Bielefeld. 2001–2002 war er Vorsitzender des Allgemeinen Studierendenausschusses (AStA) in Bielefeld. Er absolvierte bis 2004 das Lehramtsreferendariat an der Wald-Oberschule in Berlin-Charlottenburg. 2007 promovierte er bei Martina Kessel an der Universität Bielefeld zur Geschichte der männlichen Prostitution in Kaiserreich und Weimarer Republik. Nach einer Tätigkeit als Wissenschaftlicher Mitarbeiter für Geschichtsdidaktik an der Universität Leipzig (2006–2007) war er Studienrat am Hans-Carossa-Gymnasium Berlin und unterrichtete die Fächer Geschichte und Deutsch.
2008–2010 war er als Lehrkraft für besondere Aufgaben am Arbeitsbereich Didaktik der Geschichte am Friedrich-Meinecke-Institut der Freien Universität Berlin tätig. 2010 erhielt er den Ruf auf die dortige Universitätsprofessur und leitet seitdem den Arbeitsbereich Didaktik der Geschichte. Er war 2011–2013 Geschäftsführender Direktor des Friedrich-Meinecke-Instituts, leitet zusammen mit Paul Nolte den Masterstudiengang Public History an der Freien Universität Berlin und ist Vertrauensdozent der Friedrich-Ebert-Stiftung und der Hans-Böckler-Stiftung.
2014 war er Gastprofessor am Center for German Studies der Hebrew University of Jerusalem. Seit 2015 ist er Advisory Professor am Research Center for Comparative History Education der East China Normal University in Shanghai.
Er ist u. a. Mitglied des Internationalen Beirats der Bundeskanzler-Willy-Brandt-Stiftung und des Fachbeirats der Bundesstiftung Magnus Hirschfeld sowie seit 2019 stellvertretender Vorsitzender der Konferenz für Geschichtsdidaktik e.V.

## Wissenschaftliche Leistungen
Lückes Hauptarbeitsgebiete sind die Geschlechter- und Sexualitätsgeschichte, Diversity und Intersectionality Studies, empirische Geschichtskulturforschung, Public History und die Pragmatik des Geschichtsunterrichts.
Für seine Dissertation erhielt er den Hedwig-Hintze-Preis des Verbandes der Historiker und Historikerinnen Deutschlands und wurde mit dem agpro-Förderpreis Wissenschaft ausgezeichnet.
2012 erschien das Handbuch Praxis des Geschichtsunterrichts, das Martin Lücke zusammen mit Michele Barricelli herausgegeben hat.
2013 wurde er für ein gemeinsames Austauschprojekt mit der School of Education der Hebrew University of Jerusalem mit dem Zentralen Lehrpreis der Freien Universität Berlin ausgezeichnet.
Er ist einer der Initiatoren des Berliner Queer History Month, eines Unterrichtsprojektes zur Geschichte sexueller Vielfalt.
Seit 2019 ist er Sprecher des Vorstands und wissenschaftliche Leitung des Margherita-von-Brentano-Zentrums für Geschlechterforschung an der FU Berlin.
Seit 2018 ist er einer der Principal Investigator der DFG-Forschungsgruppe 2265 „Recht – Geschlecht – Kollektivität“ und leitet dort Teilprojekte zur Geschichte der Homosexualität seit 1949.
Seit 2019 ist er stellvertretender Sprecher und Principal Investigator des BMBF-Forschungsverbundes „Das mediale Erbe der DDR: Akteure – Aneignung – Tradierung“ und leitet dort ein Teilprojekt zu Medienaneignungen in Museen zur DDR-Geschichte.
Gemeinsam mit Andrea Rottmann und Benno Gammerl ist er Koordinator des DFG-Forschungsnetzwerkes „Queere Zeitgeschichten im deutschsprachigen Europa“.
Von 2018 bis 2022 war er gemeinsam mit Viola Georgi, Johannes Meyer-Hamme und Riem Spielhaus Principal Investigator im BMBF-Forschungsverbund „Geschichten in Bewegung – Erinnerungspraktiken, Geschichtskulturen und historisches Lernen in der deutschen Migrationsgesellschaft“.

## Publikationen (Auswahl)
- Männlichkeit in Unordnung. Homosexualität und männliche Prostitution in Kaiserreich und Weimarer Republik (= Geschichte und Geschlechter. Band 58). Campus, Frankfurt am Main 2008.
- als Hrsg. mit Michele Barricelli: Handbuch Praxis des Geschichtsunterrichts. Historisches Lernen in der Schule. 2 Bände. Wochenschau, Schwalbach/Ts. 2012, 2. Aufl. 2019
- als Hrsg. mit Juliane Brauer: Emotionen, Geschichte und historisches Lernen. Geschichtsdidaktische und geschichtskulturelle Perspektiven (= «Eckert» des Georg-Eckert-Instituts für Internationale Schulbuchforschung). V&R unipress, Göttingen 2013.
- als Hrsg. mit Sebastian Barsch, Bettina Degner und Christoph Kühberger: Handbuch Diversität im Geschichtsunterricht. Inklusive Geschichtsdidaktik. Wochenschau-Verlag, Frankfurt am Main 2019, ISBN 978-3-7344-0876-2.
- als Hrsg. mit Benno Gammerl und Andrea Rottmann: Handbuch Queere Zeitgeschichten (3 Bände, seit 2023), Bd. 1: Räume, Bielefeld 2023, ISBN 978-3-8376-6454-6.